# Sarojini Naidu
Sarojini Naidu (nascuda el 13 de febrer de 1879 a Hyderabad com a Sarojini Chattopadhyay i morta el 2 de març de 1949 a Lucknow) va ser una activista per la independència de l'Índia i poeta. Naidu va ser la primera governadora de les Províncies Unides d'Agra i Oudh entre 1947 i 1949; sent la primera dona al capdavant d'un govern en aquell país. També va ser, el 1925, la segona dona a presidir el Congrés Nacional Indi, i la primera dona índia a fer-ho. Com a poeta, escrivint en anglès, va destacar com un dels millors poetes lírics de l'època.
També fou coneguda pel sobrenom d'El Rossinyol de l'Índia.

## Carrera literària
Naidu comença a escriure amb dotze anys amb una obra en persa, Maher Muneer, que va impressionar el Nawab d'Hyderabad.
El 1905 es publica la seua primera col·lecció de poemes, titulada "The Golden Threshold". Els seus poemes van ser apreciats per prominents figures polítiques com Gopal Krishna Gokhale.
La seua col·lecció de poemes, titulada "The Feather of The Dawn" va ser editada pòstumament el 1961 per la seua filla Padmaja.